# Flixton (Lothingland)
Flixton is een civil parish in het bestuurlijke gebied Waveney, in het Engelse graafschap Suffolk. In 2001 telde het civil parish 48 inwoners.